# Фортеця (геральдика)
Фортеця є гегеральдичною фігурою в геральдиці і, на відміну від геральдичного замку, має власну форму представлення. Тож це дуже стилізований простий замок, який відрізняється від звичної формою, схожою на фортецю. Компактна форма фортеці, схожа на вежу, забезпечена підсвіченими зубцями у верхній частині, і її можна побачити у такому вигляді на багатьох іспанських гербах. Незвично, щоб фортеця була позначена. Рідкісними є геральдичні фігури на форті: стоячі, виступаючі або запущені. У колишньому гербі Кастильського королівства облямівка була вкрита фігурою герба. Тут фортеця стала промовистим гербом. Такий варіант подання також використовується мурованих коронах, що увінчують герби.

Фортеця
Фортеця на облямівці